# 迦那陀
迦那陀  是一位古印度哲学家，他创立了胜论哲学。  他生活在公元前6世纪到公元前2世纪之间。  
迦那陀還研究物理学，他断言“萬物皆基于运动”。他認為要理解宇宙，離不開物理学。他认为原子必定是球形的。他還断言所有物质都由四种原子组成，其中两种有质量，两种无质量。